# Paul Draper
Paul Draper är filosofiprofessor vid Purdue University. Redaktör för filosofiska tidskriften Philo. Draper är känd för sin indirekta induktiva formulering av ondskans problem.